# Juan Diego Li
Juan Diego Antonio Li Naranjo (født 16. februar 1995) er en peruviansk fodboldspiller, som spiller for den danske 1. divisions klub Vejle Boldklub.